# Dragon Ball Super: Broly
Dragon Ball Super: Broly (ドラゴンボール超ブロリー?, Doragon Bōru Sūpā: Burorī) è un film d'animazione del 2018 diretto da Tatsuya Nagamine. 
Si tratta del primo film cinematografico basato sulla serie televisiva anime Dragon Ball Super. Prodotto dalla Toei Animation e distribuito dalla 20th Century Fox. Il film è uscito il 14 dicembre 2018 nei cinema giapponesi mentre il 28 febbraio 2019 in quelli italiani.
Esattamente come accaduto con La battaglia degli dei e La resurrezione di 'F', la pellicola si pone in continuità con la storia principale. Akira Toriyama, oltre ad aver collaborato al character design, ha anche curato la sceneggiatura, affermando che la storia si svolge poco tempo dopo l'epilogo del Torneo del Potere.
Il film, come suggerisce il titolo, è incentrato su Broly. Più precisamente si tratta di un reboot completo del personaggio, non collegato ai precedenti film del franchise (Il Super Saiyan della leggenda, Sfida alla leggenda e L'irriducibile bio-combattente). Le vicende narrate nel film vengono citate nel manga, precisamente nell'arco narrativo de Il prigioniero della Pattuglia Galattica, non presente nell'anime.
Il 2 maggio 2019 viene pubblicato un anime comic, che ripercorre la trama del film, in formato tankōbon. In Italia è stato pubblicato il 23 ottobre dello stesso anno. Esistono inoltre due light novel - la prima scritta da Masatoshi Kusabe, con le illustrazioni di Akira Toriyama, la seconda scritta da Kei Ogawa e rivolta ad un pubblico infantile - pubblicate entrambe il 14 dicembre 2018.

## Trama
I Saiyan sono una razza guerriera del pianeta Vegeta costantemente impegnata nel conquistare altri corpi celesti al fine di rivenderli per conto del malefico Re Cold, capostipite della famiglia di tiranni galattici più temuta dello spazio con caratteristiche  da lucertola  come coda e piedi a tre dita. 
Un giorno, Re Cold si reca dai Saiyan sul pianeta vegeta con i consiglieri Beryvlue e Kikonk , i soldati elite Zarbon e Dodoria e la Squadra Ginew per presentare loro suo figlio Freezer, designato come nuovo comandante delle imprese, che, a detta di Re Cold, potrebbe risultare un po' più crudele. I Saiyan non apprezzano il loro capo, ma continuano comunque a lavorare per lui. A distanza di breve tempo, per il Re Vegeta arriva una preoccupazione maggiore: egli scopre dell'esistenza di Broly, un neonato Saiyan con un potere latente superiore a quello di suo figlio, il principe Vegeta, e magari colui destinato a diventare il Super Saiyan della leggenda. Cosi il Re dei Saiyan, invidioso della superiorità di Broly, ordina che quest'ultimo venga inviato sul desolato pianeta Vampa affermando che in futuro potrebbe diventare un problema gestire la sua enorme forza.
Il padre di Broly, Paragas, capisce però il vero motivo dell'allontanamento, cioè il potere combattivo superiore a quello del principe Vegeta e lo raggiunge sul pianeta Vampa accompagnato da Beets, con l'intenzione di allenarlo per vendicarsi. Tuttavia la nave di Paragas, irreparabilmente danneggiata, lo costringe a rimanere intrappolato su Vampa. Per assicurare la durata del cibo, Paragas uccide Beets, prendendo parte del suo equipaggiamento.
5 anni dopo, Freezer inizia a non vedere di buon occhio i Saiyan, anche perché indispettito da alcune leggende relative a guerrieri prescelti che potrebbero rovesciare il suo impero: il Super Saiyan e il Super Saiyan God. Bardack (padre di Goku), tornato sul pianeta per rivedere sua moglie e suo figlio, insospettito da un ordine di convocazione improvviso ed insolito da parte di Freezer, è l'unico dei saiyan a intuire che Freezer potrebbe sbarazzarsi di loro da un momento all'altro, così, insieme a sua moglie Gine mette in salvo il piccolo Kakaroth spedendolo sulla Terra con una navicella sfera.
Dopo un po' di tempo le convinzioni di Bardack diventano certezza, e Freezer si convince ad eliminare definitivamente tutti i Saiyan rientrati sul pianeta Vegeta dopo l'ordine di quest'ultimo. Il pianeta viene disintegrato con una Supernova, attacco speciale di Freezer, e mentre i Saiyan osservano la sfera impattare con il pianeta, il solo Bardack tenta con tutta la sua forza di respingerla con un'onda di energia senza riuscirci. Restano in vita solo alcuni Saiyan rimasti su altri pianeti tra cui il fratello maggiore di Goku, Radish e il principe Vegeta, che ignorano l'ordine di rientro insieme a Nappa e ad altri due guerrieri Saiyan.
41 anni più tardi, Goku e Vegeta si stanno allenando presso l'isola privata di Bulma, in presenza del Dio della distruzione Lord Beerus e il suo Angelo Whis. Qui Bulma viene a sapere da Trunks che due membri dell'armata di Freezer hanno rubato le sfere del drago e il Dragon Radar. I protagonisti decidono cosi di recarsi al Continente di Ghiaccio per intercettare i ladri e recuperare le sfere. Nello spazio, due soldati dell'armata di Freezer, Lemo e Cheelai, ricevono la richiesta di aiuto di Paragas e si recano su Vampa. Qui trovano il vecchio Saiyan e fanno conoscenza di Broly, che possiede un potere combattivo elevatissimo. I due Saiyan vengono portati al cospetto di Freezer che, una volta compresa la forza di Broly, decide di usarlo per sconfiggere Goku e Vegeta. Paragas rivela anche di avere posto sul collo del figlio un dispositivo di controllo per evitare che il figlio sprigioni tutta la sua forza. Tuttavia Cheelai, una volta vista la crudeltà di Paragas verso il figlio dopo che questo era intervenuto in sua difesa, ruba il telecomando del dispositivo e lo distrugge. Broly confida a Lemo e Cheelai una storia della sua infanzia, dimostrando di essere buono e di non volere ferire nessuno.
Nel frattempo gli scagnozzi di Freezer riuniscono le sfere e chiamano l'imperatore, che si reca immediatamente sulla Terra. Goku e Vegeta fanno conoscenza di Broly e inizia la battaglia. Broly attacca Vegeta che si trasforma prima in Super Saiyan e poi in Super Saiyan God. Raggiunto il limite, Broly inizia a sprigionare una potenza molto più grande, privo del controllo del padre, riesce a contrastare Vegeta, prima di essere fermato da Goku. I due Saiyan iniziano uno scontro durante il quale Goku capisce che l'avversario non è veramente malvagio e tenta di tranquillizzarlo. Purtroppo Broly è completamente fuori di sé e attacca Goku mettendolo al tappeto. Dopo un breve colloquio spirituale con Piccolo, Goku si trasforma in Super Saiyan God Super Saiyan, riuscendo a surclassare Broly.
Freezer, deluso dal risultato, si ricorda del suo primo scontro con Goku e di come quest'ultimo si trasformò in Super Saiyan a seguito che Freezer uccise il suo migliore amico Crilin. L'alieno decide cosi di eliminare crudelmente Paragas e far vedere il cadavere al figlio, scatenando la furia di Broly, che si trasforma anche lui in Super Saiyan. Goku viene totalmente sopraffatto dalla potenza dell'avversario e nemmeno l'intervento di Vegeta permette di fermare il nemico.
I due guerrieri riescono a scagliare Broly contro Freezer, per poi teletrasportarsi da Piccolo. Qui Goku propone la tecnica della fusione a Vegeta che accetta di controvoglia. Nel frattempo Freezer si trasforma in Golden Freezer nel tentativo di respingere Broly, ma senza successo. Goku e Vegeta, dopo due tentativi falliti, riescono nel loro intento e formano Gogeta.
Gogeta si reca dove si trova Freezer e ha un breve dialogo con lui. Nel frattempo Broly assale Whis il quale si limita a temporeggiare schivando i colpi avversari senza alcuna difficoltà. Gogeta interviene e ingaggia un combattimento con Broly, il quale riesce a trasformarsi nel Super Saiyan alla massima potenza. Passando prima per il Super Saiyan e poi per il Super Saiyan God Super Saiyan (Super Saiyan blu), Gogeta sconfigge facilmente Broly e concentra tutte le sue energie su un'ultima Kamehameha, ma prima di poterlo eliminare egli viene tratto in salvo da Cheelai attraverso le sfere del drago, che lo rimandano su Vampa. Cheelai fugge con Lemo per ricongiungersi con Broly; Freezer vuole colpire la navicella di Cheelai, ma viene immediatamente bloccato da Gogeta; nonostante ciò, Freezer minaccia di tornare sulla Terra, ma Gogeta lo lascia andare lo stesso.
Cheelai e Lemo si dirigono verso Vampa; mentre Freezer devasta un altro pianeta e rivela di voler avere Broly nel suo esercito poiché non sarebbe per niente male.
Qualche giorno dopo Goku si reca su Vampa, dove incontra Broly, Cheelai e Lemo; Goku offre al gruppo qualche capsula hoipoi e dei senzu in cambio di poter tornare per allenare Broly. Finalmente Cheelai chiede il nome del Saiyan che dapprima si presenta come Goku e poi, per la prima volta, dichiara di chiamarsi "Kakaroth".

### Nuovi personaggi
Il film segna l'esordio di nuovi personaggi mai apparsi nel franchise come Cheelai, Kikono, Berryblue e Lemo, ma anche delle nuove versioni di Broly, Paragas, Gogeta e della razza dei Saiyan.

- Broly (ブロリー?, Burorī): il principale antagonista del film in questo film, e rispetto a Dragon Ball Z: Il Super Saiyan della leggenda, è un po' diverso. Mentre nella sua controparte era un uomo psicopatico con un disturbo della personalità diviso che lo trasformava casualmente in un sadico killer maniacale, questo Broly sviluppò una personalità più sana a causa del suo passato. Broly ha dimostrato di essere ferocemente protettivo nei confronti di Cheelai e Lemo, come mostrato quando sono stati infastiditi da un soldato dell'esercito di Freezer. Apprezza anche la gentilezza di Goku, dandogli un caldo sorriso dopo che il compagno Saiyan si è offerto di insegnargli a combattere e a visitarlo spesso, scatenando una rivalità amichevole che è in netto contrasto con la sua controparte che ha un intenso odio patologico per Goku. Broly è uno dei più potenti guerrieri mortali del multiverso, tra i migliori guerrieri del Settimo Universo. Un vero prodigio in combattimento e nato con la genetica del Super Saiyan leggendario, ha mostrato un potenziale eccezionalmente immenso sin dall'infanzia. I suoi test sugli attributi di Saiyan hanno rotto ogni record conosciuto, mettendolo quindi nella stessa camera di incubazione dei figli dei Saiyan d'élite. All'età adulta, il suo livello di potenza era illeggibile dagli esploratori ed era completamente impassibile dagli attacchi di uno dei soldati più potenti di Freezer. Si adatta istintivamente al suo nemico per migliorare rapidamente le sue abilità di combattimento e tattiche di battaglia, persino per replicare la tecnica dei nemici, e persino crescere in tasso accelerato. I suoi tratti di Saiyan e il suo crudo potere sorpresero persino Freezer, che nutre un odio ribollente per i Saiyan in generale, e per Vegeta. Il suo potere fisico, la resistenza e il ki di Broly sono quasi illimitati. Inoltre, può generare colpi d'aura e raggi senza la necessità di usare posizioni, lanciandoli dal suo corpo o dalla sua bocca, rendendolo più imprevedibile. Inoltre, man mano che continua a crescere in potenza, aumenta anche la sua altezza e la massa muscolare, aumenta ulteriormente la sua naturale capacità di recupero e non subisce alcuna perdita di resistenza o agilità, ma viene sconfitto facilmente da Gogeta, una volta che egli decide di trasformarsi in Super Saiyan God Super Saiyan. Dopo un po' di tempo, viene trovato da Goku, il quale gli dà due senzu per farlo riprendere fisicamente, dopodiché stringe amicizia con lui. Questo personaggio è una sorta di rivisitazione del Broly apparso nei precedenti film della serie. La scheda informativa del film, afferma che Broly appena nato, possedeva (come nel film originale) un livello di combattimento di 10.000, anche se quando era appena arrivato sul pianeta Vampa era sceso a 920, come conferma lo Scouter di Beets.
- Gogeta (ゴジータ?, Gojita): il risultato della fusione, tramite la danza di Metamor, tra Son Goku e Vegeta. Una volta effettuata, affrontano Broly nello stadio del Super Saiyan alla massima potenza riuscendo, alla fine, a sconfiggerlo. Oltre a sapersi trasformare in Super Saiyan è in grado di raggiungere anche lo stadio del Super Saiyan God Super Saiyan. Qui Gogeta caratterialmente assomiglia alla sua controparte del film Dragon Ball Z: Il diabolico guerriero degli inferi, risultando molto serio e sicuro delle sue capacità, la corporatura assomiglia a quella di Goku mentre per alcune caratteristiche facciali il personaggio ricorda Vegeta ed indossa i vestiti tipici di Metamor.
- Paragas (パラガス?, Paragasu): un saiyan del Settimo Universo, ed è il padre di Broly. Rispetto alla controparte del film del 1993, dimostra un carattere meno crudele, sebbene schiavizzi ancora suo figlio. Proprio come gli altri Saiyan con la coda, anche Paragas se esposto alle Onde Bluetz si trasforma in una Grande Scimmia. Paragas e suo figlio furono trovati da un plotone di soldati di Freezer, che li portarono da lui per essere reclutati. Dopo aver sentito della sopravvivenza del figlio di Re Vegeta, Paragas decise di andare con Freezer sulla Terra per vendicarsi di suo figlio, Broly. Tuttavia, sarebbe costantemente scioccato dall'immenso potere di Goku e Vegeta, sorpreso dalle trasformazioni di Vegeta in Super Saiyan e Super Saiyan God ed esprimendo disperazione nel vedere Goku trasformato in Super Saiyan blu sopraffare Broly nel suo stato furioso. Paragas iniziò a pensare che Re Vegeta potesse aver ragione sul fatto che Broly fosse una minaccia per l'universo. In seguito, venne ucciso da Freezer dal suo Raggio letale per innescare la trasformazione in Super Saiyan di Broly. I suoi resti furono poi vaporizzati dal successivo attacco di Broly. In questo film Cheelai afferma con il suo scouter che Paragas anziano possedeva un livello di combattimento di 4.200.
- Berryblue (ベリブル?, Beriburu): un'anziana aliena dalla pelle blu e dai capelli a caschetto rosa facente parte dell'armata di Freezer sin da prima l'invasione del pianeta Vegeta. Comprende le necessità del tiranno spaziale e non ha alcuna paura di essere schietta con lui (intuisce immediatamente, infatti, il desiderio che il tiranno aveva intenzione di chiedere a Shenron sapendo che l'altezza di Freezer è sempre stata oggetto di critica). Il suo nome è un gioco di parole che fa riferimento alla parola inglese blueberry, che significa mirtillo.[3]
- Kikono (キコノ?, Kikono): un anziano extraterrestre dalla pelle gialla che ha inventato tutta la tecnologia (scouter, tuta da battaglia, navicelle spaziale) utilizzata dall'esercito di Freezer. Apparso per la prima volta nel manga di Dragon Ball Minus, Kikono ha servito la dinastia di Freezer sin dai tempi del Re Cold (padre di quest'ultimo) e, a differenza dei suoi padroni, non era d'accordo sullo sterminio dei Saiyan. Il suo nome è un gioco di parole che fa riferimento alla parola giapponese kinoko, che significa fungo.[3]
- Cheelai (チライ?, Chirai): un membro femminile dell'armata di Freezer. Si tratta di un'aliena umanoide dalla pelle di colore verde chiaro e dai capelli corti bianchi. In passato rubò la navicella spaziale di un poliziotto galattico e, dopo esser stata scoperta, decise di unirsi all'esercito di Freezer per scappare dalle accuse. Diventa buona amica di Lemo che le fa da mentore. Conosce Freezer solo per sentito dire e Lemo la mette in guardia sul fare commenti inopportuni sulla statura di Freezer in quanto il tiranno a causa della sua indole irascibile e della sua poca pazienza non sopporta tali commenti su ciò. Il suo nome è un gioco di parole che fa riferimento alla parola inglese lychee, che significa litchi, un frutto originario della Cina.[3]
- Lemo (レモ?, Remo): una guardia veterana, e anche lui ha servito la dinastia di Freezer sin dai tempi di Re Cold. Si tratta di un extraterrestre dalla pelle arancione che indossa un berretto marrone. Dal momento che non è un guerriero, Lemo ha solo intravisto Freezer alla stazione spaziale dell'armata e non lo ha mai incontrato faccia a faccia. Lemo inoltre a causa degli anni passati al servizio di Freezer è consapevole del fatto che il suo padrone e di indole molto irascibile e poco paziente quando vengono fatti commenti negativi sulla sua statura e mette in guardia Cheelai dal dire tali commenti in presenza di Freezer sapendo che tutti i soldati che hanno spesso spettegolato sul loro capo sono stati tutti uccisi per aver fatto certi commenti su ciò. Il suo nome è un gioco di parole che fa riferimento alla parola inglese lemon, che significa limone.[3]
- Beets (ビーツ?, Bītsu): un Saiyan sotto il comando di Paragas. Ha un fisico molto snello e indossa un'armatura metallica sul petto sopra una tuta azzurra aderente. Utilizza una pistola che tiene al polso per difendersi. Il suo nome proviene dalla parola inglese betroot, ossia barbabietola. Viene assassinato a sangue freddo da Paragas sul pianeta Vampa con un colpo di blaster per evitare di dover condividere le provviste anche con lui.

## Promozione
Il film venne annunciato nel dicembre 2017, mentre il primo poster venne pubblicato il 13 marzo 2018, undici giorni prima della messa in onda dell'episodio finale di Dragon Ball Super. Parallelamente venne confermato Tatsuya Nagamine alla regia, Naohiro Shintani come supervisione delle animazioni, oltre che Akira Toriyama alla sceneggiatura e al character design. Una settimana più tardi venne diffuso il primo trailer incentrato sullo scontro tra Son Goku e un misterioso Saiyan e che forniva un assaggio del nuovo stile d'animazione, diverso da quello della serie Super e più simile a quello della prima serie anime.
Il 10 luglio 2018 è stato annunciato il titolo del film: Dragon Ball Super - Broly. A proposito del ritorno dell'iconico Saiyan, apparso per la prima volta nel film Dragon Ball Z: Il Super Saiyan della leggenda, Toriyama dichiarò di voler mostrare una versione inedita del personaggio: «Ho pensato che il film sarebbe diventato ancora più interessante se avessimo incluso anche Broly. E per non deludere i fan del personaggio, ho deciso di lavorare al suo design a partire dall'aspetto originale per poi aggiungere nuovi dettagli. Credo che ne sia uscito un personaggio affascinante».
Il 4 ottobre 2018 viene pubblicato un nuovo trailer del film incentrato soprattutto su Bardack, Gine, Re Vegeta, Freezer e le origini di Goku, Vegeta e Broly, con citazioni dal breve manga di Toriyama Dragon Ball Minus.
Da dicembre 2018 è stato distribuito nei cinema italiani il primo trailer doppiato della pellicola, disponibile anche, dal 27 dicembre, sulla pagina Facebook di Anime Factory.
Il 1º febbraio 2019 è invece stato pubblicato sul canale YouTube di Koch Media il 2° trailer in italiano.
Il 14º febbraio 2019 è stato pubblicato sul canale Youtube di Koch Media il 3° trailer in italiano.
Dal 19 febbraio 2019, vengono trasmessi in televisione i trailer doppiati, compreso il 4° trailer italiano (corrispondente al 5° trailer giapponese), in cui compare Gogeta.

## Distribuzione
Il film è stato proiettato nei cinema giapponesi a partire dal 14 dicembre 2018, a nove mesi dalla conclusione dell'omonima serie televisiva. Il film è stato distribuito al cinema in Nord America il 16 gennaio 2019. In Italia è stato distribuito da Koch Media nei cinema, sia in versione originale con sottotitoli, solo il 27 febbraio, sia in versione doppiata, dal 28 febbraio 2019. In Italia, il film è stato trasmesso in prima TV mercoledì 11 settembre 2024 su Italia 2, nel pomeriggio.

### Edizione italiana
Il doppiaggio italiano è stato effettuato presso la LogoSound in collaborazione con la CDR ed è diretto da Andrea Ward e Alessio Ward su dialoghi di Fabrizio Mazzotta. Esso vede il ritorno nei loro ruoli di Marco Balzarotti (già voce di Bardack nel ridoppiaggio dei precedenti film) e Mario Bombardieri (già voce di Broly nel primo doppiaggio dei film), mentre Paragas, Re Cold, Vegeta, Radish e Broly da bambini, Nappa e Shenron vengono doppiati per la prima volta rispettivamente da Stefano Mondini, Maurizio Trombini, Mosè Singh, Laura Cherubelli, Renata Bertolas, Matteo Brusamonti e Marcello Moronese.
Per l'edizione italiana del film sono state registrate due tracce audio: una con i termini più fedeli possibili alla terminologia originale, che viene usata per la distribuzione cinematografica, ed una con l'adattamento della serie TV per la trasmissione televisiva, entrambe incluse nell'edizione home video del film. L'adattamento dell'edizione home video presenta però alcune differenze rispetto al tradizionale adattamento Mediaset: vengono infatti mantenuti i nomi "Dio della distruzione" e "Vegeth" in luogo di "Signore della distruzione" e "Vegekou"; il nome "Shenron" è stato adattato in "Shenròn" (e non in "Shènron" come nelle serie animate) ed è stato cambiato il grido  che precede la fusione (che risulta essere "Fu-sione-ah!" in luogo di "Fu-sio-ne!"). Invece il "Dragon Radar" viene chiamato erroneamente da Trunks "Dragon Cercasfere", sebbene poco dopo Kikono lo chiami nel modo corretto ("Radar Cercasfere").

## Accoglienza
Sull'aggregatore di recensioni Rotten Tomatoes, il film ha ottenuto un punteggio di approvazione dell'82% basato su 49 recensioni, con un voto medio di 7/10. Il sito riporta: "Dragon Ball Super: Broly può sembrare caotico per i nuovi arrivati, ma per i fan di vecchia data il film rappresenta la vetta raggiunta da questo franchise basato sull'azione". Su Metacritic, il film ha ottenuto un punteggio medio di 59 su 100, basato sulle recensioni di 6 critici, indicate come "recensioni miste o medie". Secondo il sondaggio di gradimento del pubblico giapponese, il film si è classificato al primo posto, con una percentuale di approvazione del pubblico pari al 92,7%, mentre il pubblico americano ha assegnato al film cinque stelle su cinque su PostTrak.

### Incassi
Dragon Ball Super - Broly ha esordito in Giappone con la cifra record di oltre 3 milioni di biglietti venduti, con un incasso di 35,4 milioni di dollari, superando gli incassi di tutti i film precedenti. Nella sua settimana di apertura in America Latina ha incassato 20,3 milioni di dollari, a cui si aggiungono 19,2 milioni da altri 17 Paesi. Negli Stati Uniti e in Canada il film ha guadagnato 30,7 milioni di dollari, diventando il terzo migliore incasso della storia per un anime. In Australia e Regno Unito il film ha guadagnato 1,3 milioni di dollari. In Spagna il film ha incassato 1,8 milioni, mentre in Italia ha totalizzato un incasso di 2,5 milioni di euro, superando Dragon Ball Z: La resurrezione di 'F' e Dragon Ball Z: La battaglia degli dei e diventano il quarto film anime per incassi in Italia. Al 27 maggio 2019, Dragon Ball Super - Broly, ha incassato globalmente oltre 123 milioni di dollari, diventando l'undicesimo incasso più alto di sempre nella storia degli anime.

### Riconoscimenti
Dragon Ball Super - Broly ha ricevuto la nomination come "film d'animazione dell'anno" da parte della Japan Academy Prize.

## Sequel
Un secondo film di Dragon Ball Super, intitolato Dragon Ball Super - Super Hero, è stato confermato in pre-produzione a partire dal 4 giugno 2019 dal dirigente di Toei, Akio Iyoku. Iyoku ritiene che il film "sarà probabilmente completamente diverso [da Broly]". L'8 maggio 2021, Toei Animation ha annunciato che il secondo film conterrà una storia originale e uscirà nelle sale giapponesi l'11 giugno 2022.